# Žarko Šešum
Žarko Šešum (Palánka, 1986. június 16. –) szerb válogatott kézilabdajátékos.

## Életpályája
Žarko Šešum a szerb ifjúsági válogatottal 2005-ben Európa-bajnokságot, 2006-ban pedig világbajnokságot nyert. Mindkét világversenyen őt választották a torna legjobb játékosának. Ezzel Európa egyik legígéretesebb fiatal tehetségének számított.
A sikereinek hatására több európai nagycsapat érdeklődését is felkeltette, 2006 végén, 2007 elején többek között a német Bundesligában szereplő HSV Hamburg is mindent megtett a játékos leigazolása érdekében, ő azonban 2007 februárjában az MKB Veszprém együttesét választotta. A magyar csapattal 2011-ig érvényes szerződést írt alá.
2009. február 8-án hajnalban egy veszprémi szórakozóhelyen két csapattársával, Ivan Pešićcsel és Marian Cozmával együtt megtámadták – arccsonttöréssel kellett megműteni. (Cozmát a támadók szíven szúrták, sérüléseibe a kórházban belehalt.)
A játékos átigazolását a 2011-es szezonra tervezte a Löwen, azonban a csapat játékosa Michael Müller sérülése miatt Šešum 2010 őszén csapatot váltott.
2021 nyarán egészségi okok miatt visszavonult az élsporttól.

## Sikerei

### Klubcsapatban
- Szerb bajnokság bronzérmese
- Magyar bajnokság győztese: 2008, 2009, 2010
- Magyar Kupa győztes: 2007, 2009, 2010
- EHF Kupagyőztesek Európa Kupája: 1-szeres győztes: 2008
- EHF Klubcsapatok Európa-bajnoksága: 2. helyezett: 2008
- EHF-kupa győztes: 2013, 2016, 2017

### Válogatottban
- Ifjúsági Európa-, és világbajnok
- A 2005-ös világbajnokság, és a 2006-os Európa-bajnokság legjobb játékosa[1]